# Euclides Diocleciano de Albuquerque
Euclides Diocleciano de Albuquerque (? — ?) foi um político brasileiro.
Foi presidente da província do Rio Grande do Norte, de 7 de fevereiro a 14 de fevereiro de 1879.